# Fred Haggerty
Fred Haggerty (* 14. Juli 1918 in Budapest; † 2002) war ein ungarischer Schauspieler und Stuntman.

## Leben
Fred Haggerty spielte unter anderem in den Filmen Kapitän Sindbad, Liebesgrüße aus Moskau, Der rote Schatten und Nonnen auf der Flucht. Seit dem Film Liebesgrüße aus Moskau wurde er hauptsächlich als Bösewicht gebucht und hatte einen kurzen Auftritt in der Serie Law & Order auf. Er war auch kurz als Stuntman aktiv und führte unter anderem Stunts aus in den Filmen Der Spion, der mich liebte, In tödlicher Mission, Octopussy und Im Angesicht des Todes.